# Castillo de Barnwell
El castillo de Barnwell es un castillo en ruinas, al sur de la ciudad de Oundle y al oeste de la aldea de Barnwell, Northamptonshire. Está considerado como un monumento clasificado de Grado I y es un monumento planificado.
Se erigió un castillo de mota castral en el año 1132. El castillo de piedra fue construido durante el reinado de Enrique VIII por la familia de Berengar Le Moyne. En la Revolución inglesa fue utilizado por su propietario, sir Edward Montagu, como arsenal para la causa realista. Tras la guerra civil, la familia Montagu construyó una gran finca cerca del castillo, la Finca de Barnwell.
Numerosas partes del castillo siguen en pie. Tiene forma cuadrilateral con torres cilíndricas en las esquinas noreste, noroeste y suroeste. En la esquina sureste hay una puerta con una torre a cada lado. Las murallas miden hasta 30 pies (9 metros) y tienen un grosor de 12 pies (4 metros).
El castillo es propiedad privada y el acceso al mismo no está permitido.